# Sir John in Love
Sir John in Love è un'opera in quattro atti, scritta nel 1928 dal compositore inglese Ralph Vaughan Williams. Il libretto, dello stesso compositore, è basato su Le allegre comari di Windsor di Shakespeare e integrato con testi di Philip Sidney, Thomas Middleton, Ben Jonson, Beaumont e Fletcher. La musica fa uso di melodie folk inglesi, tra cui Greensleeves. Originariamente intitolata The Fat Knight, l'opera fu presentata al Parry Opera Theatre, Royal College of Music, a Londra il 21 marzo 1929. La sua prima esecuzione professionistica fu il 9 aprile 1946 al Teatro Sadler's Wells.

## Storia delle esecuzioni
Le rappresentazioni dell'opera sono rimaste rare, comprese le produzioni del 1978 e del 1988 della Bronx Opera (New York) e un'esecuzione in concerto del Barbacane del 1997. Dopo il 1958 l'opera non più messa in scena nel Regno Unito fino alla produzione 2006 all'English National Opera (ENO), che fu la prima produzione di ENO dell'opera. Nell'agosto 2010 l'Australian Shakespeare Festival, un'iniziativa dell'Università della Tasmania, tenne un concerto professionale di presentazione dell'opera diretta da Myer Fredman. Il Royal Conservatoire of Scotland ha fatto quattro esecuzioni dell'opera nel maggio 2015. Nel gennaio 2017 la Bronx Opera ha eseguito l'opera come parte della loro stagione del 50º anniversario.

## Ruoli
| Ruolo                                     | Registro vocale   | Cast della prima (amat.) 21 marzo 1929 (Direttore: Malcolm Sargent) | Cast della prima (profession.) 9 aprile 1946 (Direttore: Lawrance Collingwood) |
| ----------------------------------------- | ----------------- | ------------------------------------------------------------------- | ------------------------------------------------------------------------------ |
| Sir John Falstaff                         | baritono          | Leyland White                                                       | Roderick Jones                                                                 |
| Anne Page                                 | soprano           | Olive Evers                                                         | Vera Terry                                                                     |
| Mistress Page                             | soprano           | May Moore                                                           | Anna Pollak                                                                    |
| Mistress Ford                             | soprano           | Veronica Mansfield                                                  | Minnia Bower                                                                   |
| Mistress Quickly                          | contralto         | Hilda Rickard                                                       | Valetta Iacopi                                                                 |
| Fenton                                    | tenore            | A. Bamfield Cooper                                                  | Ronald Hill                                                                    |
| Doctor Caius                              | tenore            | Douglas Tichener                                                    | Eric Shilling                                                                  |
| Frank Ford                                | basso             | Clifford White                                                      | Howell Glynne                                                                  |
| Robert Shallow                            | tenore o baritono | Alfred Walmsley                                                     |                                                                                |
| Sir Hugh Evans                            | baritone          | Albert Kennedy                                                      |                                                                                |
| Master Slender                            | tenor             | Philip Ward                                                         |                                                                                |
| Simple                                    | tenore o baritono | William Herbert                                                     |                                                                                |
| Master George Page                        | baritono          | Thomas Dance                                                        |                                                                                |
| Bardolfo                                  | tenore            | Howard Hemming                                                      |                                                                                |
| Corporal Nym                              | baritono          | Charles Holmes                                                      |                                                                                |
| Ancient Pistol                            | basso             | George Hancock                                                      |                                                                                |
| Rugby                                     | basso             | Frederick Lloyd                                                     |                                                                                |
| L'oste della "Locanda della Giarrettiera" | baritono          | John Greenwood                                                      |                                                                                |
| Robin                                     | non cantante      | James Flack                                                         |                                                                                |
| John                                      | baritono          | John Huson                                                          |                                                                                |
| Robert                                    | baritono          | John Gibson                                                         |                                                                                |

## Trama

### Atto 1
Fuori dalla casa di Page Justice Shallow e Parson Evans sono arrabbiati con Sir John Falstaff e i suoi uomini per aver fatto ubriacare Abraham Snella e avergli rubato il portafoglio. Snella sta cercando di comporre un sonetto per esprimere il suo affetto per Anne Page, ma non riesce a superare la linea "O dolce Anne Page". Entra Falstaff, sprezzante della rabbia di Shallow ed Evans nei suoi confronti. Quindi arrivano Anne Page, Mistress Page e Mistress Ford.
Rimanendo fuori, Evans e Shallow cospirano per organizzare un incontro tra Slender e Anne Page e inviare Simple, il servo di Slender, a Mistress Quickly per ottenere la sua assistenza. Anne Page quindi dirige gli uomini a cena. Rimasta sola, medita sul desiderio di sua madre di sposare il Dr. Caius, che non desidera. Arriva però il suo vero amore, Mastro Fenton. Anne Page e Fenton cantano un duetto, ma Mastro Page scaccia Fenton, perché pensa che Fenton sia lì solo per la dote di Anne Page. Mastro Page è lui stesso più incline a Slender come un buon partito per Anne.
Mentre Fenton si nasconde, appaiono il Dr. Caius, il suo servitore John Rugby e Mistress Quickly. Caius spera nell'assistenza di Mistress Quickly nella conquista di Anne Page. Simple cerca di consegnare la lettera di Slender, ma Caius la intercetta e, dopo averla letta, pensa che anche Evans abbia dei disegni su Anne Page. Dopo che Caius, Rugby e Simple se ne sono andati, Fenton appare e dà a Mistress Quickly un anello per Anne e dell'oro per lei stessa, per aiutarlo a conquistare Anne Page. L'oro spinge rapidamente Mistress a posizionare Fenton in cima alla lista dei pretendenti ad Anne Page.
Nella locanda Falstaff nota che sta affrontando un momento difficile per le sue finanze. Ha escogitato un piano per sedurre le Padrone Ford e Page e sottrarre loro denaro. Falstaff scrive lettere d'amore identiche a Mistress Ford e Page, ma i suoi scagnozzi Nym e Pistol si rifiutano di far parte di questo piano. Allora Falstaff istruisce il suo paggio Robin perché consegni le lettere separatamente.
Nym e Pistol decidono a questo punto di informare il Mastro Ford del piano di Falstaff. Ford entra, provando già gelosia e sospettando della fedeltà di sua moglie. Quando Nym e Pistol raccontano a Ford il piano di Falstaff, Ford decide di fare visita a Falstaff sotto mentite spoglie per vedere fino a che punto si è spinto Falstaff con il suo piano. Le allegre comari, Mistress Ford e Page, fanno cucù come contrappunto alla rabbia di Ford.

### Atto 2
Scena 1: una stanza nella casa di Page
A casa di Page, Mistress Page legge la lettera di Falstaff. Arriva quindi Mistress Ford con la sua lettera di Falstaff. Le allegre comari confrontano le lettere e vedono che sono identiche ad eccezione dei nomi. Promettono vendetta contro Falstaff per il suo tentativo di tradimento. Incaricano in fretta Mistress Quickly di consegnare un messaggio a Falstaff che dovrebbe andare a casa di Alice Ford tra le dieci e le undici di quella notte.
Scena 2: Il salotto della Locanda della Giarrettiera
Bardolfo annuncia a Falstaff l'arrivo di un visitatore, Mastro "Brook", che è Ford sotto mentite spoglie. "Brook" dice di essere innamorato di Mistress Ford, ma che lei ha una reputazione di fedeltà. Offre a Falstaff del denaro per vedere se lui può sedurre Mistress Ford per suo conto. "Brook" è scioccato nell'apprendere che Falstaff ha già un appuntamento pianificato con Mistress Ford per quella notte. Dopo che Falstaff se ne è andato, Ford si strappa la maschera e si infuria contro l'apparente infedeltà della moglie.

### Atto 3
Scena 1: un sentiero vicino a Windsor
Fenton chiede l'assistenza dell'Oste della locanda per conquistare Anne Page. Anne arriva, inizialmente esprimendo alcuni dubbi a causa del passato legame di Fenton con Falstaff, ma lui la convince del suo vero amore. Lei gli racconta del piano di sua madre di sposarla con Caius e del piano di suo padre di sposarla con Slender. La sua intenzione, però, è quella di sposare Fenton, e l'oste della locanda progetta di trovare un prete per officiare una cerimonia tra di loro.
Scena 2: un campo vicino a Windsor
Entra Caius, con l'intenzione di sfidare Evans a duello per Anne Page. Caius, insieme a Ford, Shallow, Slender e l'oste, incontrano Evans sulla riva del fiume per il duello. Il duello tra Caio ed Evans però si protrae gradualmente, fino a quando l'oste non chiede loro che si perdonino reciprocamente e si riappacifichino andando alla locanda per una pinta. Ford quindi invita la compagnia a casa sua, con l'intenzione di mostrare loro un "mostro".
Scena 3: una stanza nella casa di Ford
A casa di Ford le allegre comari, con Mistress Quickly presente, stanno preparando la trappola per Falstaff, sotto forma di un cesto della biancheria. Mistress Ford ordina ai suoi domestici di scaricare il contenuto della cesta in un fossato al suo comando. Tutti, tranne Mistress Ford si nascondono e lei canta "Greensleeves" in preparazione all'arrivo di Falstaff. Appare Falstaff, ma prima di poter iniziare seriamente la sua seduzione, Mistress Quickly si precipita ad avvertire Mistress Page che corre verso casa. Mistress Page arriva all'improvviso per far sapere a tutti che Mastro Ford è in rotta verso la casa con rabbia gelosa, che per lei fa parte del piano per ingannare Falstaff, tranne per il fatto che Ford è davvero sulla strada per la casa, cosa di cui nessuno è consapevole. L'unico posto dove Falstaff può nascondersi è il cesto della biancheria. Falstaff si nasconde al suo interno e poi Ford e i suoi seguaci si presentano all'improvviso, alla ricerca del "mostro" a cui si era accennato prima. Mistress Ford ordina ai suoi servi di rimuovere il cesto della biancheria, cosa che fanno, sotto grande sforzo a causa del peso di Falstaff. Ford riesce solo a trovare Mistress Page nascosta dietro una tenda.

### Atto 4
Scena 1: una stanza nella casa di Ford
Ford chiede perdono a sua moglie, che lei concede. I Ford e i Page quindi pianificano una vendetta finale su Falstaff, attirandolo nella Foresta di Windsor, dove la leggenda narra che Herne il Cacciatore frequenti la Quercia di e le fate tormentano i viaggiatori inconsapevoli. Mistress Page intende vestirsi da regina delle fate e, con l'aiuto dei bambini locali, deriderà Falstaff. Mistress Page dice a Caio che Anne indosserà il verde, per permettergli di trovarla. A sua volta, Mastro Page informa Slender che Anne indosserà il bianco.
Scena 2: La foresta di Windsor
Falstaff ha ricevuto una comunicazione da Mistress Ford per incontrarla alla Quercia di Herne, vestito come Herne il Cacciatore e con indosso le corna, nella speranza di spaventare gli intrusi. Arrivano le allegre comari, ma prima che possa succedere qualcosa tra loro tre, compaiono alcune fate e le allegre comari partono rapidamente. Anne Page, vestita di blu, appare con un gruppo di fate e conduce una danza intorno alla quercia di Herne. Caius e Slendero arrivano ciascuno e cercano rispettivamente una fata vestita di verde e di bianco, che trovano ciascuno e poi partono. Fenton arriva e trova Anne Page e se ne vanno. Le fate prendono in giro Falstaff, fino a quando un corno interrompe l'azione.
I Ford e i Page entrano in scena e Falstaff si rende conto di essere stato ingannato. Lo prende di buon umore. Mastro Page ora dice che a questo punto Anne è sposata con Slender. Slender arriva con la sua nuova "sposa", che si rivela essere il giovane William Page sotto mentite spoglie. A sua volta, Mistress Page afferma che Anne è ora sposata con Caius. Appare Caius, con la sua "sposa", che in realtà è il paggio di Falstaff, Robin. Fenton e Anne finalmente appaiono e rivelano a tutti che sono ufficialmente sposati. L'opera termina con un coro di riconciliazione.

## Incisioni
- EMI Classics: Terry Jenkins (Shallow), Rowland Jones (Sir Hugh Evans), Bernard Dickerson (Slender), David Johnston (Peter Simple), John Noble (Master Page), Raimund Herincx (Sir John Falstaff), John Winfield (Bardolph), Mark Rowlinson (Nym), Richard Van Allan (Pistol), Wendy Eathorne (Anne Page), Felicity Palmer (Mistress Page), Elizabeth Bainbridge (Mistress Ford), Robert Tear (Fenton), Gerald English (Dr Caius), Lawrence Richard (Rugby), Helen Watts (Mistress Quickly), Colin Wheatley (Host of the Garter Inn), Robert Lloyd (Master Ford), Brian Ethridge (John), Stephen Varcoe (Robert); John Alldis Choir; New Philharmonia Orchestra; Meredith Davies, conductor. Recorded London 4-13 July 1974, released 1975 as EMI 5 66123 2; digitally remastered 1997, reissued by ArkivMusic October 10, 2002 as EMI Classics 66123. Duration: 63:56+66:37 = 130:33[8]
- Chandos CHAN 9928(2): Adrian Thompson (Shallow, solo parts; Dr Caius), Stephan Loges (Shallow, ensemble parts; Host of the Garter Inn), Stephen Varcoe (Sir Hugh Evans), Daniel Norman (Slender), Henry Moss (Peter Simple), Roderick Williams (Master Page), Donald Maxwell (Sir John Falstaff), John Bowen (Bardolph), Richard Lloyd-Morgan (Nym), Brian Bannatyne-Scott (Pistol), Susan Gritton (Anne Page), Laura Claycomb (Mistress Page), Sarah Connolly (Mistress Ford), Mark Padmore (Fenton), Mark Richardson (Rugby), Anne-Marie Owens (Mistress Quickly), Matthew Best (Master Ford); Sinfonia Chorus; Northern Sinfonia; Richard Hickox, conductor. Originally recorded in 2000; release date: June 2001. Duration: 136:27.[9][10]